# ユーラメリカ大陸

ユーラメリカ大陸

ユーラメリカ大陸（ユーラメリカたいりく、Euramerica, Laurussia）とは、デボン紀に生成された小規模な超大陸。ローレンシア大陸・バルティカ大陸・アバロニア大陸が衝突 (カレドニア造山運動) した結果として生じた。オールド・レッド大陸 (Old Red Continent) とも、オールド・レッド砂岩大陸 (Old Red Sandstone Continent) とも呼ばれる。
ペルム紀にはユーラメリカ大陸は大規模な超大陸であるパンゲア大陸の一部となった。ジュラ紀にはパンゲア大陸がローラシア大陸とゴンドワナ大陸に分裂し、ユーラメリカ大陸はローラシア大陸の一部となった。